# Gustav Otto

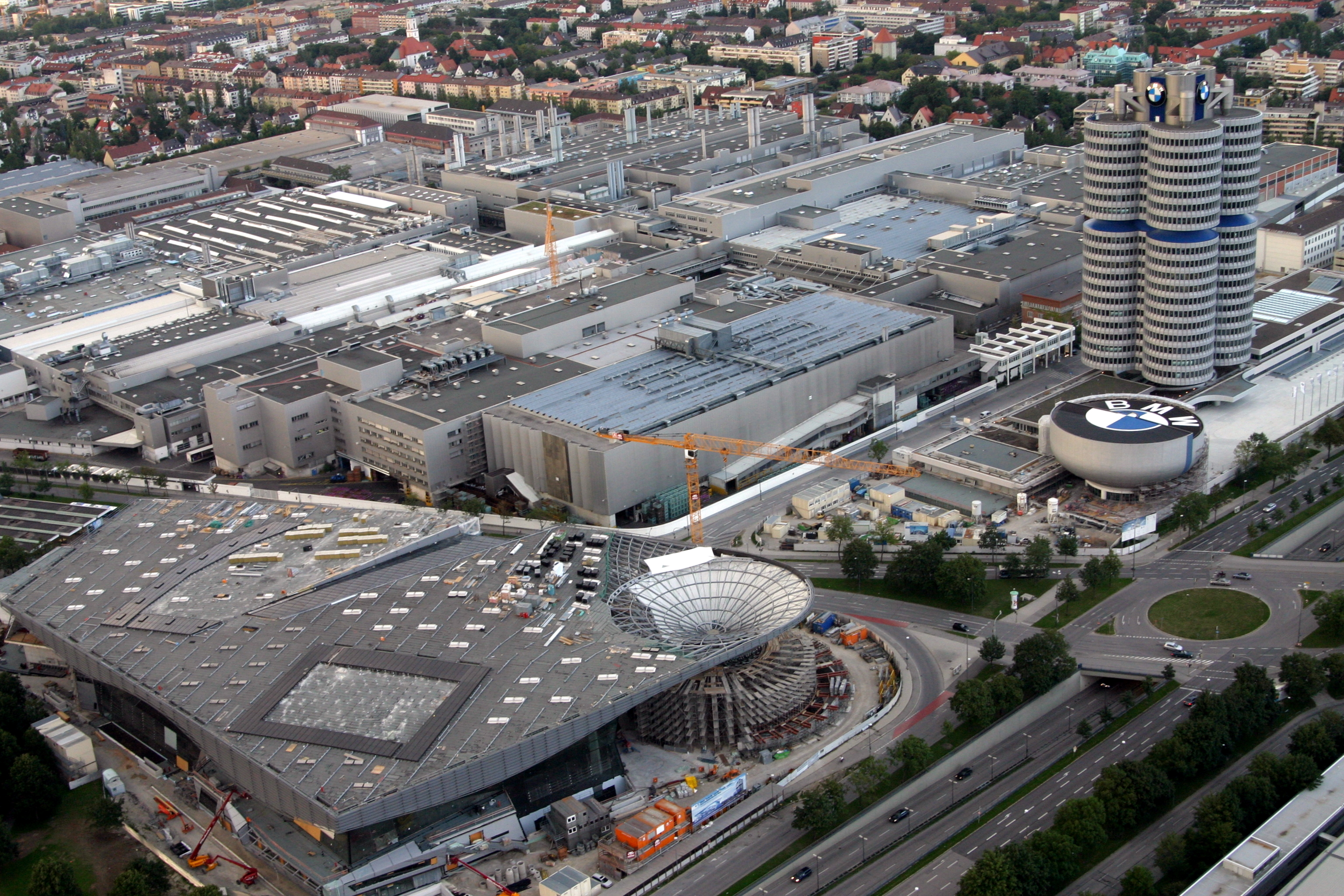
Hoofdzetel van Bayerische Motoren Werke AG in München in Beieren

Gustav Otto (Keulen, 12 januari 1883 – München, 28 februari 1926) was een Duits vliegtuigfabrikant. Hij was de stichter van de firma Gustav Otto Flugmaschinenwerke (1911), een fabriek van vliegtuigmotoren waarmee hij pionier was in München en Beieren op basis van motoren die door zijn vader Nicolaus August Otto waren uitgevonden. Zijn bedrijf wordt Bayerische Motoren Werke AG (BMW) op 21 juli 1917 na een fusie met de firma Rapp Motorenwerke van Karl Rapp.
In 1918 start Otto een nieuwe fabriek onder de naam Flottweg en start de productie van motoren en motorfietsen met de naam Flottweg (Duits voor vlot weg).
- Gemeinsame Normdatei: 120252872
- Virtual International Authority File: 30362383